# Marco Tol
Marco Tol (Volendam, 25 aprile 1998) è un calciatore olandese, difensore del Roda JC.

## Caratteristiche tecniche
È un difensore centrale.

## Carriera

### Club
Cresciuto nel settore giovanile del Volendam, debutta in prima squadra il 19 settembre 2017 in occasione dell'incontro di Eerste Divisie pareggiato 2-2 contro il Dordrecht. Nel 2021 viene acquistato dal Cambuur, neopromosso in Eredivisie.

### Nazionale
Ha giocato nelle nazionali giovanili olandesi Under-17 ed Under-18.

## Statistiche
Statistiche aggiornate all'8 maggio 2021.

### Presenze e reti nei club
| Stagione        | Squadra         | Campionato      | Campionato | Campionato | Coppe nazionali | Coppe nazionali | Coppe nazionali | Coppe continentali | Coppe continentali | Coppe continentali | Altre coppe | Altre coppe | Altre coppe | Totale | Totale | Totale |
| Stagione        | Squadra         | Comp            | Pres       | Reti       | Comp            | Pres            | Reti            | Comp               | Pres               | Reti               | Comp        | Pres        | Reti        | Pres   | Reti   |        |
| --------------- | --------------- | --------------- | ---------- | ---------- | --------------- | --------------- | --------------- | ------------------ | ------------------ | ------------------ | ----------- | ----------- | ----------- | ------ | ------ | ------ |
| 2017-2018       | Volendam        | 1D              | 12         | 1          | CO              | 0               | 0               |                    | -                  | -                  |             | -           | -           | 12     | 1      |        |
| 2018-2019       | Volendam        | 1D              | 32         | 1          | CO              | 1               | 0               |                    | -                  | -                  |             | -           | -           | 33     | 1      |        |
| 2019-2020       | Volendam        | ED              | 20         | 1          | CO              | 1               | 0               |                    | -                  | -                  |             | -           | -           | 21     | 1      |        |
| 2020-2021       | Volendam        | ED              | 35+1       | 1+0        | CO              | 1               | 0               |                    | -                  | -                  |             | -           | -           | 37     | 1      |        |
| 2021-2022       | Cambuur         | ED              | 4          | 1          | CO              | 0               | 0               |                    | -                  | -                  |             | -           | -           | 4      | 1      |        |
| Totale carriera | Totale carriera | Totale carriera | 104        | 5          |                 | 3               | 0               |                    | -                  | -                  |             | -           | -           | 107    | 5      |        |